# Никодамовые пауки
Никодамовые пауки (лат. Nicodamidae) — малочисленное по числу видов семейство аранеоморфных пауков, насчитывающее всего 29 видов из 9 родов.

## Распространение
Члены семейства встречаются только в Новой Зеландии и Австралии.

## Описание
Пауки средних и маленьких размеров. Часто головогрудь и лапки окрашены в красный цвет, а брюшко чёрное.

## Паутина
Сети маленькие, имеют форму листа бумаги.

## Экология
Паутину плетут около земли в эвкалиптовых лесах.

## Систематика
- Ambicodamus Harvey, 1995 — Австралия, Тасмания
- Dimidamus Harvey, 1995 — Новая Гвинея, Новый Южный Уэльс, Виктория
- Durodamus Harvey, 1995 — Квинсленд, Виктория, Южная Австралия
- Forstertyna Harvey, 1995 — Новая Зеландия
- Litodamus Harvey, 1995 — Тасмания
- Megadictyna Dahl, 1906 — Новая Зеландия
- Nicodamus Simon, 1887 — Западная и Южная Австралия
- Novodamus Harvey, 1995 — Западная и Южная Австралия
- Oncodamus Harvey, 1995 — Новый Южный Уэльс, Квинсленд